# HERO (Roboter)
HERO (Heathkit Educational RObot) ist eine Serie von Roboterbausätzen des Unternehmens Heathkit während der 1980er-Jahre. Die Entwicklung des Projekts begann im Oktober 1979 und die ersten Geräte waren 1982 verfügbar. 1990 wurden die letzten Einheiten produziert. Auf den ersten Bausatz – den HERO 1 – folgten der HERO Jr. und der HERO 2000. Während der HERO 1 und der HERO 2000 Lehr- und Ausbildungszwecken dienten, war der HERO Jr. als Personal Robot mehr als elektronisches Spielzeug gedacht.

## HERO 1 (ET-18)
HERO 1 ist ein mobiler Roboter, der von einem integrierten Microcomputer, basierend auf einer Motorola 6808 CPU mit 4 kB RAM gesteuert wird.

### Aufbau
Unter dem grauen Kunststoffgehäuse des etwa fünfzig Zentimeter hohen Geräts befindet sich ein robustes Metallchassis, das auf zwei Laufrädern und einem drehbaren Antriebsrad montiert ist. Der Roboter wird von vier großen Akkus mit Energie versorgt und bringt es so auf ein Gesamtgewicht von etwa fünfzehn Kilogramm. Um das Chassis herum sind verschiedene Sensor- und Steuerplatinen angebracht, über die die im drehbaren Kopf befindlichen Sensoren angesteuert werden. Mit seinen Sensoren ist der HERO 1 in der Lage, Geräusche, Bewegungen und Lichtquellen zu erkennen sowie per Sonar Abstände zu messen. Über den optional verfügbaren Sprachsynthesizer kann er ganze Sätze von sich geben. Ein in fünf Achsen beweglicher Greifarm, der als Erweiterungskit erhältlich war, erweitert die Möglichkeiten des Robotermodells. Programmiert wird der Roboter über eine am Kopf angebrachte Hexadezimaltastatur und sechs 7-Segment-LEDs oder über ein optionales BASIC-Modul. Ein Interface für einen Kassetten-Rekorder ermöglicht das Speichern der eingegebenen Programme. Des Weiteren befindet sich auf dem Kopf ein Steckfeld, mithilfe dessen Experimentierschaltungen aufgebaut werden können.

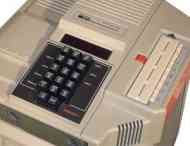
Kopf des HERO 1 Roboter

### Optionales Zubehör
- Roboter-Arm, beweglich um fünf Achsen, mit einer Tragkraft von circa 450 g
- Sprachsynthesizer
- zwei verschiedene Fernsteuerungen
- ROM mit Demosoftware
- Monitor ROM Listing
- Speichererweiterungskarte
- Auto-Mode ROM, ermöglicht es dem Roboter, selbstständig zu navigieren
- BASIC-Modul
- serielle RS-232-Schnittstelle
- Compact Cassette mit Demosoftware

### Trivia
Während der ersten Präsentation in Deutschland sang der HERO 1 Alle meine Entchen.

### Technische Daten
| Prozessor      | Motorola 6808                     |
| RAM            | 4 kB                              |
| Monitor-ROM    | 2 kB                              |
| Eingabe        | Hexadezimaltastatur mit 17 Tasten |
| Ausgabe        | 6 7-Segment-LEDs                  |
| Massenspeicher | Compact-Cassette                  |

## HERO Jr. (RT-1)
HERO Jr. ist eine kleinere Version des HERO 1 und kam später auf den Markt. Der kleinere Bruder des HERO 1 basiert ebenfalls auf einer 6808 CPU, besitzt allerdings nur 2 kB RAM und einen reduzierten Funktionsumfang. Im Gegensatz zu den beiden anderen HERO-Modellen, die von der Abteilung für Ausbildungssysteme entwickelt wurden, war der HERO Jr. als Personal Robot ein Produkt der Abteilung für Unterhaltungselektronik.

### Optionales Zubehör
- Infrarot Bewegungsmelder
- Fernsteuerung
- serielle RS-232-Schnittstelle
- Zusatzbatterien
- Steckmoduladapter für Module mit 8 kB RAM

### Technische Daten
| Prozessor   | Motorola 6808                     |
| RAM         | 4 kB, erweiterbar auf 24 kB       |
| Monitor-ROM | 32 kB                             |
| Eingabe     | Hexadezimaltastatur mit 17 Tasten |
| Ausgabe     | 9 LEDs                            |

## HERO 2000 (ET-19)
Der wesentlich später erschienene HERO 2000 ist erheblich besser ausgestattet. Er verfügt über eine Intel 8088 CPU sowie diverse Sensoren und ist durch Steckkarten erweiterbar. Im Gegensatz zum HERO 1 und zum HERO Jr., die nur mithilfe von Assembler programmiert werden können, verfügt der HERO 2000 über eine vollständige BASIC-Implementierung.

### Optionales Zubehör
- Roboter Tragekoffer
- zwei verschiedene Fernsteuerungen
- Auto-Dock (führt das System bei niedrigem Ladestand der Batterien automatisch zur Ladestation)
- ROM mit Demosoftware
- Experimentiersteckkarte mit gepufferter Ein-/Ausgabe
- Speichererweiterungskarte
- 360 kB Diskettenlaufwerk mit Controller

### Technische Daten
| Prozessor   | Intel 8088                         |
| RAM         | 24 kB, erweiterbar auf 576 kB      |
| Monitor-ROM | 64 kB mit eingebautem BASIC        |
| Eingabe     | Terminal über RS-232-Schnittstelle |
| Ausgabe     | Terminal über RS-232-Schnittstelle |

## HE-RObot
Im Dezember 2007 stellte Heathkit nach mehr als einem Jahrzehnt wieder ein Robotermodell für Ausbildungszwecke vor. Baugleiche Geräte werden unter dem Namen 914 PC-BOT auch von anderen Firmen (z. B. White Box Robotics und cogmation Robotics) angeboten.

### Hardware
Das Gerät basiert auf einem Industrie-PC mit einem Intel Core Duo Prozessor auf einer Mini-ITX Hauptplatine und einer 80-GB-Festplatte. Die im Gerät eingebaute Peripherie besteht aus einer Webcam, einem CD-ROM/CD-RW Combo-Laufwerk, einem USB-Host, LED-Scheinwerfern, acht Infrarotsensoren, Lautsprechern und einem WLAN-Chipsatz. Über eine E/A-Platine mit acht analogen Eingängen, acht digitalen Eingängen und acht digitalen Ausgängen können Sensoren und andere Schaltungen angesteuert werden. Optional kann eine zweite E/A-Platine installiert werden. Das Fahrwerk, das den Roboter beweglich macht, wird von DC-Schrittmotoren angetrieben, die von zwei 12 Volt Bleiakkumulatoren gespeist werden.

### Software
Der HE-RObot kann durch das mitgelieferte Microsoft Visual Studio 2005 in jeder von .Net-Framework unterstützten Sprache programmiert werden. Dabei werden Algorithmen für Spracherkennung, Navigation und Künstliche Intelligenz unterstützt.

### Technische Daten
| Prozessor      | Intel Core 2 Duo mit 2 GHz                    |
| RAM            | 1 GB DDR2                                     |
| Massenspeicher | 80 GB Festplatte, DVD-ROM/CD-RW Combolaufwerk |
| Höhe           | circa 53 cm                                   |
| Gewicht        | circa 25 kg                                   |